# Luigi Cesaro
Luigi Cesaro (Sant'Antimo, 19 febbraio 1952) è un politico italiano, deputato e poi senatore di Forza Italia e de Il Popolo della Libertà dal 1996 (europarlamentare per FI tra il 1999 e 2001) e presidente della provincia di Napoli dal 2009 al 2012.

## Biografia
Nato a Sant'Antimo (NA), Cesaro si laurea alla facoltà di giurisprudenza dell'Università degli Studi di Napoli Federico II nel 1977. Ha lavorato come avvocato e come funzionario della ASL di Aversa (CE).
Ha un figlio: Armando, consigliere regionale in Campania con Forza Italia dal 2015 al 2020, dove ha ricoperto anche l'incarico di capogruppo in Consiglio regionale.

## Attività politica

### Consigliere provinciale PSI e FI
Alle elezioni amministrative del 1990 si candida al consiglio provinciale di Napoli, nelle liste del Partito Socialista Italiano (PSI), risultando eletto consigliere provinciale come terzo degli eletti. Durante il suo mandato ha ricoperto gli incarichi di presidente della Commissione consiliare Urbanistica e Beni Ambientali e assessore nella giunta provinciale di Napoli con deleghe: alle Finanze, alla Programmazione e Formazione Professionale, ai Lavori Pubblici, all’Urbanistica e ai Beni Ambientali. Inoltre è stato consigliere di amministrazione dell'Ente Provinciale per il Turismo di Napoli.
Verso la fine del 1994 abbandona il PSI, durante le sue ultime fasi di vita, e passa a Forza Italia di Silvio Berlusconi, con cui l'anno successivo, alle amministrative del 1995 viene rieletto consigliere provinciale di Napoli con 8.589 preferenze. Durante il suo secondo mandato ha ricoperto l’incarico di presidente della Commissione consiliare Affari Generali, Bilancio, Programmazione e Patrimonio, oltre ad essere componente dell’Assemblea dell’Unione Province d’Italia (UPI).

### Deputato ed eurodeputato di Forza Italia e PdL
Alle elezioni politiche del 1996 viene candidato alla Camera dei deputati, tra le liste di Forza Italia nella circoscrizione Campania 1, risultando eletto per la prima volta deputato. Membro della Commissione Trasporti per due volte (dopo una breve permanenza in Commissione Agricoltura) e della Commissione speciale Politiche Comunitarie mentre a fine legislatura fa parte prima della Commissione Attività Produttive e da ultimo della Commissione Bilancio. Nel maggio del 1997 diviene coordinatore provinciale di Napoli per il suo partito, carica che ricoprirà fino al 2002.
Nel frattempo, viene eletto deputato al Parlamento europeo alle europee del 1999, a seguito delle quali si dimette da parlamentare italiano. Lascia il Parlamento Europeo due anni dopo per ripresentarsi alle elezioni politiche (gli subentra come europarlamentare il collega Generoso Andria).
Viene rieletto deputato alle elezioni politiche del 2001, nel collegio di Arzano in quota maggioritaria, collegato alla lista civetta Abolizione scorporo. Di nuovo membro della Commissione Trasporti per tutta la legislatura. Non ha presentato nessun disegno di legge come primo firmatario durante la legislatura, ma ha sottoscritto varie proposte di legge tra cui quelle per l'istituzione delle province di Nola, Sulmona e Aversa.
Alle elezioni politiche del 2006 è stato ricandidato nelle liste di Forza Italia e rieletto alla Camera. Confermato nuovamente in Commissione Trasporti per l'intera legislatura. Non ha presentato nessun disegno di legge come primo firmatario durante la legislatura.
Alle elezioni politiche del 2008 è stato ricandidato nelle liste del Popolo della Libertà e rieletto alla Camera. Sempre riconfermato in Commissione Trasporti per la legislatura e anche membro del Consiglio Direttivo del PdL alla Camera. Ha presentato una sola proposta di legge per l'istituzione degli ordini e albi professionali delle professioni sanitarie infermieristiche, ostetrica, riabilitative, tecnico-sanitarie e della prevenzione.

### Presidente della Provincia di Napoli
Già sindaco del comune di Sant'Antimo dal 2004 al 2006, è stato eletto presidente della Provincia nel turno elettorale del 2009 (elezioni del 6 e 7 giugno), raccogliendo il 58,3% dei voti in rappresentanza di una coalizione di centro-destra. È sostenuto, in Consiglio provinciale, da una maggioranza costituita da PdL, MpA, Nuovo PSI, Popolari UDEUR, Alleanza di Centro, Italiani nel Mondo, Centro per la Libertà - Noi Consumatori, e Lista Cesaro.
Nell'ambito della sua presidenza Cesaro ha nominato Armando Cascio, suo autista personale, e Giovanna Del Giudice, ex assistente del TG4 di Emilio Fede, rispettivamente assessore al Bilancio e alle Risorse strategiche e assessore alle pari opportunità.
A gennaio 2012, secondo un sondaggio de Il Sole 24 Ore, Cesaro risulta essere uno dei presidenti di Provincia meno apprezzati in Italia, classificandosi al 103º posto su 106.
Il 9 ottobre 2012 il Consiglio provinciale di Napoli, come quello di altre province italiane, vota una mozione che dichiara l'incompatibilità di Cesaro tra gli incarichi di presidente di Provincia e parlamentare, in netto contrasto con la legge vigente. Il testo viene approvato dal consiglio con 26 voti favorevoli e 12 contrari. Dopo l'approvazione, Cesaro rassegna le dimissioni e nomina vicepresidente l'assessore ai trasporti Antonio Pentangelo.

### Ricandidatura alla Camera
Le dimissioni consentono a Cesaro di ricandidarsi al parlamento per le elezioni politiche del 2013 senza incorrere in alcun intoppo di carattere normativo. Con la mozione promossa e votata dalla maggioranza di centro-destra, Cesaro viene dichiarato decaduto (e non sfiduciato), e ciò comporta il mancato scioglimento sia della giunta che del consiglio provinciale, ed evita il commissariamento dell'ente, che continuerà la consiliatura fino al 31 dicembre 2013. L'ente di piazza Matteotti sarà guidato dal vicepresidente (nominato la sera prima) Antonio Pentangelo, nominato presidente della Provincia di Napoli ad interim.
Il 16 novembre 2013, con la sospensione delle attività del Popolo della Libertà, aderisce alla rinascita di Forza Italia.
Durante le elezioni europee del 2014 ha sostenuto la candidatura al Parlamento europeo dell'ex ministro per le regioni e la coesione territoriale Raffaele Fitto.

### Elezione a senatore
Alle elezioni politiche del 2018 viene candidato al Senato della Repubblica, tra le liste di Forza Italia come capolista nel collegio plurinominale Campania - 03, nonostante sia indagato per voto di scambio, venendo eletto senatore. Nella XVIII legislatura della Repubblica è stato segretario della 14ª Commissione Politiche dell'Unione europea e membro della delegazione italiana presso l'Assemblea parlamentare dell'Iniziativa centro europea.
Nel dicembre 2019 è tra i 64 firmatari (di cui 41 di Forza Italia) per il referendum confermativo sul taglio dei parlamentari: pochi mesi prima i senatori berlusconiani avevano disertato l'aula in occasione della votazione sulla riforma costituzionale.

## Procedimenti giudiziari

### Anni '80: Rapporti con elementi della NCO
Nel 1984 Cesaro (soprannominato da molti Giggino 'a purpetta) è stato arrestato nell'ambito di un blitz contro la Nuova Camorra Organizzata (NCO) di Raffaele Cutolo. L'intera vicenda giudiziaria è stata ricostruita in una inchiesta di Claudio Pappaianni pubblicata sul settimanale L'Espresso. Nel 1985 Cesaro è stato condannato dal Tribunale di Napoli a 5 anni di reclusione, per aver stretto amicizia con tutti i grossi esponenti dell'organizzazione mafiosa, fornendo - come affermavano vari pentiti del sodalizio criminale - mezzi, abitazioni per favorire la latitanza di alcuni membri, e dazioni di danaro. Il verdetto fu ribaltato in sede d'appello nell'aprile 1986, quando Cesaro venne assolto per insufficienza di prove; decisione confermata dalla Corte di cassazione (presieduta dal giudice Corrado Carnevale, detto l'ammazza-sentenze) per non aver commesso il fatto. Ma, come ha raccontato Pappaianni nella sua inchiesta, nonostante Cesaro sia stato scagionato dalle accuse, gli stessi giudici che lo hanno assolto hanno stigmatizzato il preoccupante quadro probatorio a suo carico. Era stato lo stesso Cesaro, infatti, a confermare in aula i suoi rapporti stretti con i vertici della NCO - incluso Raffaele Cutolo - quando ha raccontato di una "raccomandazione" chiesta a Rosetta Cutolo, sorella del boss, per far cessare le richieste estorsive di Pasquale Scotti, personaggio nell'elenco dei latitanti più pericolosi d'Italia, arrestato in Brasile a Recife nel maggio del 2015 dopo ben 31 anni di latitanza.
In una intercettazione ambientale del 2011 nel carcere di Terni, Raffaele Cutolo parla a sua nipote di Cesaro in questi termini: "Questo, ora, è importantissimo. Io non ci ho mandato mai nessuno, ma è stato il mio avvocato e mi deve tanto. Faceva il mio autista, figurati". Il boss raccomandava a una sua nipote di mandare il fratello, con sua sorella Rosetta Cutolo, da Cesaro per ottenere lavoro.

### Anni '90
Nel 1991, a seguito dello scioglimento del comune di Sant'Antimo per infiltrazioni di stampo camorristico, si accertarono coinvolgimenti di Cesaro, unitamente ai fratelli Aniello e Raffaele.
In una informativa dei Carabinieri dei ROS di Napoli (n. 0258456/1 del 27 ottobre 1991), pubblicata in esclusiva nel libro La Peste di Tommaso Sodano e Nello Trocchia, si legge che “Cesaro Luigi, nato a Sant'Antimo, avvocato non praticante, assessore alla provincia di Napoli eletto nelle liste del PSI, (…) risulta di cattiva condotta morale e civile (…) In pubblico gode di stima e considerazione. È solito associarsi a pregiudicati di spicco della malavita organizzata operante a Sant'Antimo e dintorni”.
Cesaro è indagato dalla Procura di Napoli per violazione delle norme bancarie (art.137 testo unico bancario) in quanto secondo gli inquirenti avrebbe favorito un'impresa accompagnando il deputato Nicola Cosentino presso gli uffici UniCredit di Roma per fare pressioni sui funzionari bancari ai fini di una concessione di un prestito (peraltro garantito da una Fidejussione falsa) alla società commerciale che doveva partecipare alla costruzione di un centro commerciale a Villa di Briano, quest'inchiesta è scattata nel dicembre 2011 e ha comportato numerosi arresti contro esponenti del Clan dei Casalesi (anche se Cesaro non è ora indagato per Camorra).

### Anni 2000: Scandalo dei rifiuti in Campania
Nel settembre 2008, il collaboratore di giustizia Gaetano Vassallo indica in Cesaro "un fiduciario del clan Bidognetti", nell'ambito del maxiprocesso per lo scandalo dei rifiuti in Campania, ed afferma inoltre: "Mi spiegarono che Luigi Cesaro doveva iniziare i lavori presso la Texas di Aversa e che in quell'occasione si era quantificata la mazzetta che il Cesaro doveva pagare al clan. Inoltre gli stessi avevano parlato con il Cesaro per la spartizione degli utili e dei capannoni che si dovevano costruire a Lusciano attraverso la ditta del Cesaro sponsorizzata dal clan Bidognetti". In un'intervista concessa al quotidiano Il Giornale, Cesaro afferma la sua estraneità ai fatti contestatigli nelle indagini sugli intrecci tra camorra e amministrazioni nell'affare rifiuti.

### Anni 2010: Rapporti con i clan dei Casalesi
L'11 luglio 2011 Cesaro viene indagato per il suo rapporto con il clan camorristico dei Casalesi. Angelino Alfano ha apportato una deroga al Regolamento sulle incompatibilità che consente di fatto la candidatura di Cesaro, allora presidente della Provincia di Napoli per Il Popolo della Libertà, ma anche coordinatore nel capoluogo campano e parlamentare, al posto di Nicola Cosentino, dimissionario per presunti rapporti con il clan camorristico dei Casalesi.
Il 23 luglio 2014 la procura di Napoli chiede l'arresto del deputato di Forza Italia. La vicenda risale al 2004, nel comune di Lusciano, in provincia di Caserta, zona in cui è egemone il gruppo Bidognetti, aderente al cartello criminale dal clan dei Casalesi. Secondo la ricostruzione accusatoria, nel 2004 il comune bandì due appalti: uno per la costruzione del PIP, area del “Piano Insediamento Produttivo”, e un altro per un impianto sportivo. Il clan decise di puntare sulla Cesaro costruzioni per la realizzazione di tali opere. I reati contestati a Cesaro sono di concorso esterno in associazione mafiosa e turbativa d'asta, ne consegue la richiesta di custodia cautelare depositata alla camera dei deputati. Con le stesse accuse sono state arrestate sette persone, tra cui Aniello e Raffaele Cesaro, fratelli di Luigi, e l'ex consigliere regionale campano dell'Udeur Nicola Ferraro.
Il 16 agosto seguente il Tribunale del Riesame di Napoli annulla l'ordinanza di arresto per carenza di gravi indizi di colpevolezza: i giudici hanno ritenuto deboli gli elementi di accusa rappresentati soprattutto dalle dichiarazioni dei due pentiti Luigi Guida, ex braccio destro di Francesco Bidognetti, e Gaetano Vassallo, imprenditore vicino al clan. La giunta per le autorizzazioni del Parlamento non dovrà più così pronunciarsi. Due giorni prima erano già stati scarcerati i suoi fratelli.
Nel settembre 2016 i giudici archiviano definitivamente la posizione nei confronti del Cesaro per i fatti legati alla vicenda dell'area PIP di Lusciano.

### Inchiesta Coppa America
Il 22 luglio 2013 Cesaro viene indagato per abuso d'ufficio, assieme, tra gli altri, al sindaco di Napoli Luigi de Magistris e il presidente della Regione Campania Stefano Caldoro, nell'inchiesta sull'organizzazione dei preliminari dell'America's Cup. Il 13 marzo 2015 Cesaro viene prosciolto da ogni accusa, assieme a De Magistris e Caldoro, su richiesta del PM Graziella Arlomede e accolta dal GIP Luisa Toscano.

### Anni 2020
In relazione all'inchiesta antimafia Olimpo riguardante l'ipotesi di corruzione intorno alla riqualificazione in area residenziale e di housing sociale dell'ex area Cirio di Castellammare di Stabia, il 15 maggio 2020 vengono chiesti gli arresti domiciliari per Luigi Cesaro e Antonio Pentangelo, anche lui ex Presidente della Provincia di Napoli (per quanto ad interim); secondo la Procura i due politici avrebbero ricevuto un Rolex e 10.000 euro in contanti in cambio della nomina pilotata del commissario Maurizio Biondi che poi avrebbe rilasciato il nulla osta ai progetti presentati da Adolfo Greco, imprenditore arrestato nel dicembre 2018 per collusione con la camorra. Greco sarebbe anche intervenuto per far abbassare l'affitto della sede del Coordinamento regionale di Forza Italia e alle elezioni regionali in Campania del 2015 avrebbe contribuito all'elezione di Armando Cesaro, figlio di Luigi e collega di studio di Biondi.
Il senatore risulta tra le persone indagate nell'ambito di un'inchiesta su presunte collusioni tra camorra e politica nel napoletano che il 9 giugno 2020 ha portato i Carabinieri del ROS a notificare 59 misure cautelari emesse dal GIP del Tribunale di Napoli su richiesta della locale Procura distrettuale. Tra gli arrestati, con l'accusa di concorso esterno in associazione mafiosa, anche i tre fratelli dell'onorevole (Antimo - provvedimento cautelare in carcere, Aniello e Raffaele - ai domiciliari).